# 乌兹别克斯坦的伊斯兰教
伊斯兰教是乌兹别克斯坦的主要宗教，其下存在很多分支。乌兹别克斯坦的伊斯兰教各分支内有着各自独特的实践以及信仰方式，但大体遵循着较为宽松的戒律与教条，并且对于古兰经（包括伊斯兰教法）的解读也未有像主流伊斯兰教派一样具有严苛的极权主义色彩。在伊斯兰教传入本国之前许多人信奉琐罗亚斯德教，伊斯兰在传入之后也受其影响具有了一些琐罗亚斯德教派的传统。

## 人口统计
皮尤研究中心在2009年的一份报告中指出，烏茲別克斯坦的穆斯林约占人口的93.3％。大多數烏茲別克斯坦穆斯林屬於遜尼派；什葉派穆斯林則佔1％。2014年，俄羅斯正教會的基督徒佔7％人口。1990年代初估計有93,000名猶太人居住在烏茲別克斯坦國。

## 历史
公元8世紀，阿拉伯人入侵中亞，伊斯蘭教随此傳入烏茲別克斯坦，最初在土耳其斯坦南部地區流傳，隨後逐漸向北擴展。公元14世紀，出身蒙古的帖木兒建造了許多宗教建築，其中包括撒马尔罕比比哈努姆清真寺。他也幫艾哈邁德·亞薩維修建了麻札（即具有伊斯蘭風格的陵墓）。1924年至1991年蘇聯統治期间，蘇聯政府極大扭曲了烏茲別克斯坦人民對伊斯蘭教的了解，在中亞不同的伊斯兰教派之间製造衝突。苏联当局大力支持反宗教運動，嚴厲打擊伊斯蘭教派，随后导致大量穆斯林俄羅斯化、許多清真寺被關閉。尤其多的穆斯林曾在斯達林統治時期遭受政府迫害。1991年苏联解体，苏联政权在乌兹别克斯坦的统治地位宣告结束，伊斯兰教原教旨主义并未像許多人所預料的那樣信奉者高漲，反而当地伊斯兰教受到传统琐罗亚斯德教的影响逐渐衍生出多种新教分支，而后衍生出各自独特的实践以及信仰方式。